# Migueli
Miguel Bernardo Bianquetti, ismertebb nevén: Migueli (Ceuta, 1951. december 19. –) spanyol válogatott labdarúgó.

## Pályafutása

### Klubcsapatban
Ceutában született. Pályafutását a másodosztályú Cádiz együttesében kezdte 1970-ben, ahol három évig játszott. 
1973-ban a Barcelona igazolta le. Az új csapatában hamar meghatározó játékossá vált és tizenöt éven keresztül szolgálta a klubot. A Barcelonánál töltött időszaka alatt 1974-ben és 1985-ben spanyol bajnoki címet szerzett, 1979-ben és 1982-ben pedig a kupagyőztesek Európa-kupáját is elhódította csapatával. 1973 és 1988 között 391 bajnoki mérkőzésen lépett pályára és 20 alkalommal volt eredményes a Barcelona színeiben. 

### A válogatottban
1974 és 1980 között 32 alkalommal szerepelt a spanyol válogatottban és 1 gólt szerzett. Részt vett az 1978-as világbajnokságon és az 1980-as Európa-bajnokságon.

## Sikerei, díjai
FC Barcelona
- Spanyol bajnok (2): 1973–74, 1984–85
- Spanyol kupa (4): 1977–78, 1980–81, 1982–83, 1987–88
- Spanyol szuperkupa (1): 1983
- Kupagyőztesek Európa-kupája (2): 1978–79, 1981–82

## Külső hivatkozások
- Migueli adatlapja a National-Football-Teams.com oldalon (angolul)

- Migueli (angol nyelven). eu-football.info
- Migueli (angol, katalán, spanyol nyelven). BDFutbol.com